# Gradska općina Nova Gorica
Gradska općina Nova Gorica (slo.:Mestna občina Nova Gorica) je općina na zapadu Slovenije u pokrajini Primorskoj i statističkoj regiji Goriškoj. Središte općine je grad Nova Gorica s 13.491 stanovnikom. 

## Zemljopis
Općina Nova Gorica nalazi se na zapadu Slovenije na granici s Italijom. Zapadni dio općine je ravničarski krajnji istočni dio Padske nizine. Istočni dio je brsko planinski gdje se nalazi Trnovski Gozd.
Klima u općini je sredozemna. Najvažniji vodotok u općini je rijeka Soča, a svi drugi vodotoci su njeni pritoci.

## Naselja u općini
Ajševica, Arčoni, Banjšice, Bate, Branik, Brdo, Budihni, Čepovan, Dornberk, Draga, Gradišče nad Prvačino, Grgar, Grgarske Ravne, Kromberk, Lazna, Loke, Lokovec, Lokve, Nemci, Nova Gorica, Osek, Ozeljan, Podgozd, Potok pri Dornberku, Preserje, Pristava, Prvačina, Ravnica, Rožna Dolina, Saksid, Solkan, Spodnja Branica, Stara Gora, Steske, Šempas, Šmaver, Šmihel, Tabor, Trnovo, Vitovlje, Voglarji, Zalošče

## Vanjske poveznice
- Službena stranica općine